# Municipio de Izúcar de Matamoros
El municipio de Izúcar de Matamoros es uno de los 217 municipios en que para su régimen interior se divide el estado mexicano de Puebla. Se encuentra el suroeste de la entidad y se encuentra en la región denominada Valle de Atlixco y Matamoros. Su cabecera es el pueblo de Izúcar de Matamoros.

## Geografía
El municipio de Izúcar de Matamoros se localiza en el suroeste del estado de Puebla y entre las coordenadas geográficas extremas 18°19′ - 18.º 41 de latitud norte y 98°17′ - 99°34′ de longitud oeste. Tiene una superficie de 538 728 kilómetros cuadrados, por lo que ocupa el sexto lugar entre los municipios de Puebla por su extensión territorial. Su altitud va de los 1 000 a los 1 600 metros sobre el nivel del mar.
Limita al norte con el municipio de Tepeojuma; al este con el municipio de Epatlán y el municipio de Ahuatlán; al sureste con el municipio de Tehuitzingo; al suroeste con el municipio de Chiautla; al oeste con el municipio de Chietla y con el municipio de Atzala y finalmente al noroeste con el municipio de Tilapa.

### Orografía e hidrografía
La mayor parte del municipio se compone por el Valle de Matamoros, una planicie que baja desde el pie de la Sierra Nevada. La altitud media del Valle de Matamoros es de 1 300 metros sobre el nivel del mar. Hacia el sur, el territorio de Izúcar se vuelve más abrupto y montañoso, debido a la estribación de la Sierra Mixteca que domina gran parte del relieve del suroeste poblano. En esta porción del municipio se encuentran los cerros de Tecolhuixtle, el cerro Grande y el cerro del Tlacote. Las montañas del municipio presentan pequeños yacimientos de minerales varios, la cal sobre todo tiene gran importancia económica. Dominan los suelos de tipo feozem.
El Valle de Matamoros es surcado por el río Nexapa, cuya subcuenca forma parte de la cuenca del río Atoyac. En el sur, las corrientes de agua son temporales, y todas desembocan en el río Atoyac; algunas de ellas desaparecen antes de poder desembocar en alguna corriente mayor. La agricultura ha estimulado la construcción de acueductos para el riego de los cañales que sostienen la economía local.

## Demografía
De acuerdo a los resultados del Censo de Población y Vivienda de 2010 realizado por el Instituto Nacional de Estadística y Geografía, la población total del municipio de Izúcar de Matamoros asciende a 72 799 personas; de las que 34 451 son hombres y 38 348 son mujeres.
La densidad de población es de 135.13 habitantes por kilómetro cuadrado.

### Localidades
El municipio incluye en su territorio un total de 85 localidades. Las principales, considerando su población del censo de 2010 son:
| Localidad                  | Población |
| Total Municipio            | 72 799    |
| Izúcar de Matamoros        | 43 006    |
| La Galarza                 | 4 063     |
| San Juan Raboso            | 3 637     |
| Ayutla (San Felipe Ayutla) | 3 162     |
| San Nicolás Tolentino      | 2 862     |
| Matzaco                    | 2 580     |
| San Lucas Colucan          | 2 577     |
| San Juan Colón             | 1 345     |
| Santa María Xuchapa        | 1 278     |
| San Carlos Buenavista      | 1 120     |
| San Sebastián Puctla       | 904       |

### Iglesias de Izúcar de Matamoros
Iglesia de San Martín Alchichica, dedica al santo patrono San Martín Obispo o San Martín de Tours, su fiesta se celebra el 11 de noviembre, donde la gente participa en procesiones, quema de toritos de lumbre, misa, comuniones, comida y feria con juegos mecánicos.

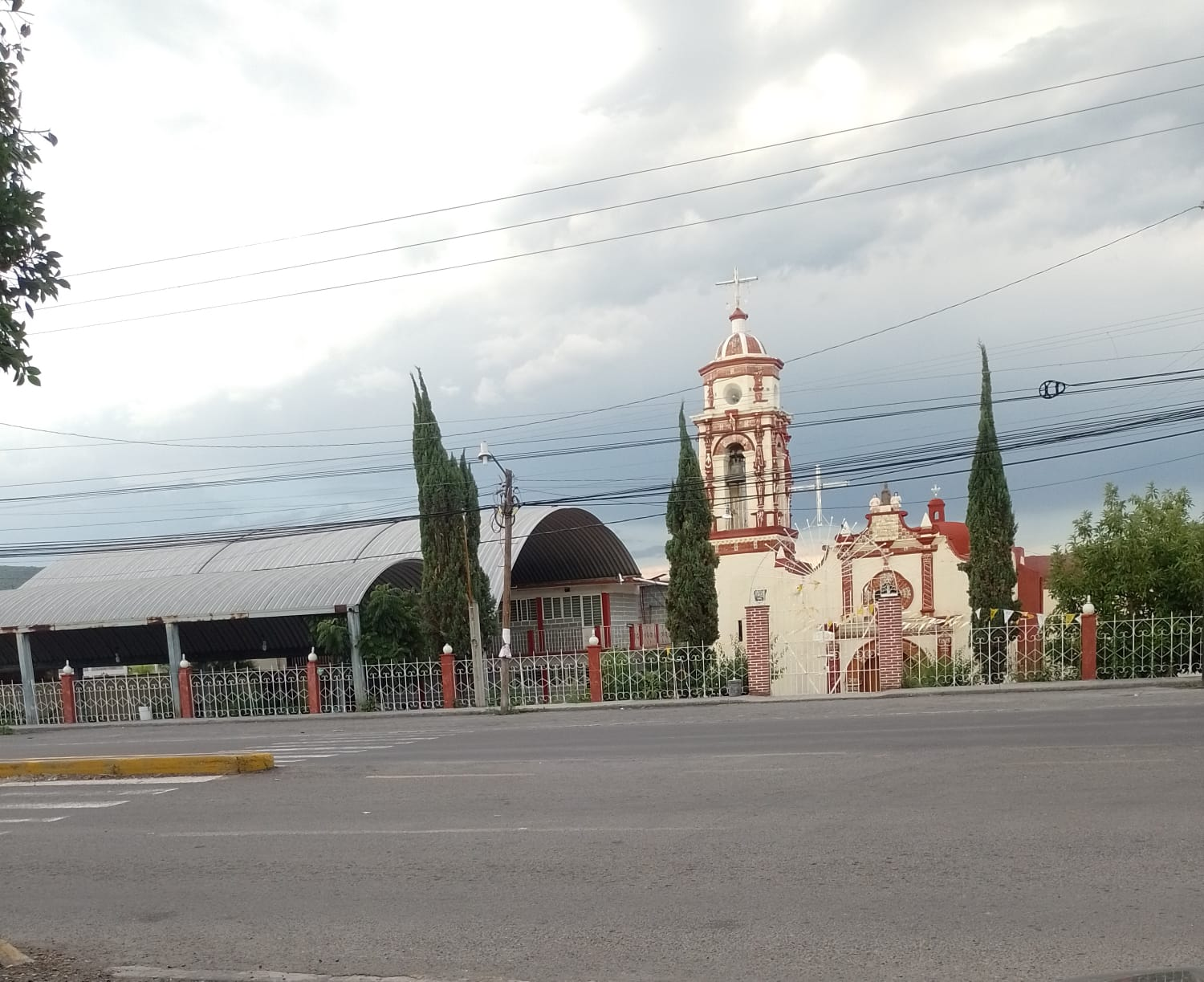
Iglesia del santo patrono San Martín Obispo

## Política
El gobierno del municipio de Izúcar de Matamoros le corresponde, como en todos los municipios de México, corresponde a su ayuntamiento. El ayuntamiento se integra por el presidente municipal, un síndico y el cabildo conformado por ocho regidores. Todos son electos por voto popular, universal, directo y secreto para un periodo de cuatro años que pueden ser renovables por un periodo inmediato adicional.

### Subdivisión administrativa
Actualmente cuenta con diez Juntas Auxiliares: al norte La Galarza, Tatetla y San Martín Alchichica; al sur San Felipe Ayutla, San Nicolás Tolentino, Matzaco, San Sebastián Puctla y San Lucas Colucan; y por el sureste San Juan Raboso y Santa María Xuchapa. 
Eligiendo autoridades por voto universal en urnas o por usos y costumbres en asamblea general, con periodos de tres años, conformado por un presidente auxiliar y 4 regidores, Quienes tienen la función de auxiliar al ayuntamiento municipal en la administración y gobernabilidad.

### Representación legislativa
Para la elección de diputados locales al Congreso de Puebla y de diputados federales a la Cámara de Diputados federal, el municipio de Izúcar de Matamoros se encuentra integrado en los siguientes distritos electorales:
Local:
- Distrito electoral local de 22 de Puebla con cabecera en Izúcar de Matamoros.[5]

Federal:
- Distrito electoral federal 13 de Puebla con cabecera en la ciudad de Atlixco.[6]

### Presidentes municipales
- (1972 - 1975): Bernardo José Arzola Navarrete
- (1981 - 1984): José Manuel López Arroyo
- (1996 - 1999): Héctor Albino Vargas Bello
- (1999 - 2001): Juan Manuel Vega Rayet
- (2002 - 2005): Melitón Lozano Pérez
- (2005 - 2008): Javier Filiberto Guevara González
- (2008 - 2011): José Rubén Gil Campos
- (2011 - 2014): Carlos Gordillo Ramírez
- (2014 - 2018): Manuel Madero González
- (2018 - 2021): Meliton Lozano Pérez
- (2021 - 2024): Irene Olea Torres
- (2024 - 2027): Eliseo "el chino" Huerta